# Rajaa Alsanea
Rajaa Abdullah Alsanea, född 11 september 1981 i Kuwait, är en saudisk författare och tandläkare som numera är bosatt i Chicago, Illinois.

## Biografi
Alsanea föddes i Kuwait som dotter till Abdullah Alsanea, redaktör på informationsdepartementet i Kuwait. Hon har fyra äldre syskon. Fadern avled i diabetes när Alsanea var åtta år. Kort att fadern avlidit flyttade familjen till Riyadh i Saudiarabien. 

### Karriär
När hon studerade vid college i Saudiarabien träffade hon flickor från olika religiösa riktningar (sunniter och shiiter) och klasser och började då skriva på sin debutroman.[källa behövs]
Eftersom hon var rädd att boken skulle bli censurerad sökte hon först inte publiceringstillstånd hos informationsdepartementet utan lät ge ut boken i Libanon. Saudiska läsare importerade den, den kopierades och spreds via internet. Till slut var boken så känd att Rajaa Alsanea sökte och fick tillstånd för distribution i Saudiarabien. Romanen blev mycket populär men också kritiserad för att den visade konflikterna med kvinnans situation i dagens Saudiarabien.
Rajaa Alsenea säger sig vara mest influerad av poeten och arbetsmarknadsministern Gazi Al-Qusabi, som också skrivit förordet till hennes debutroman.[källa behövs]